# 무좀

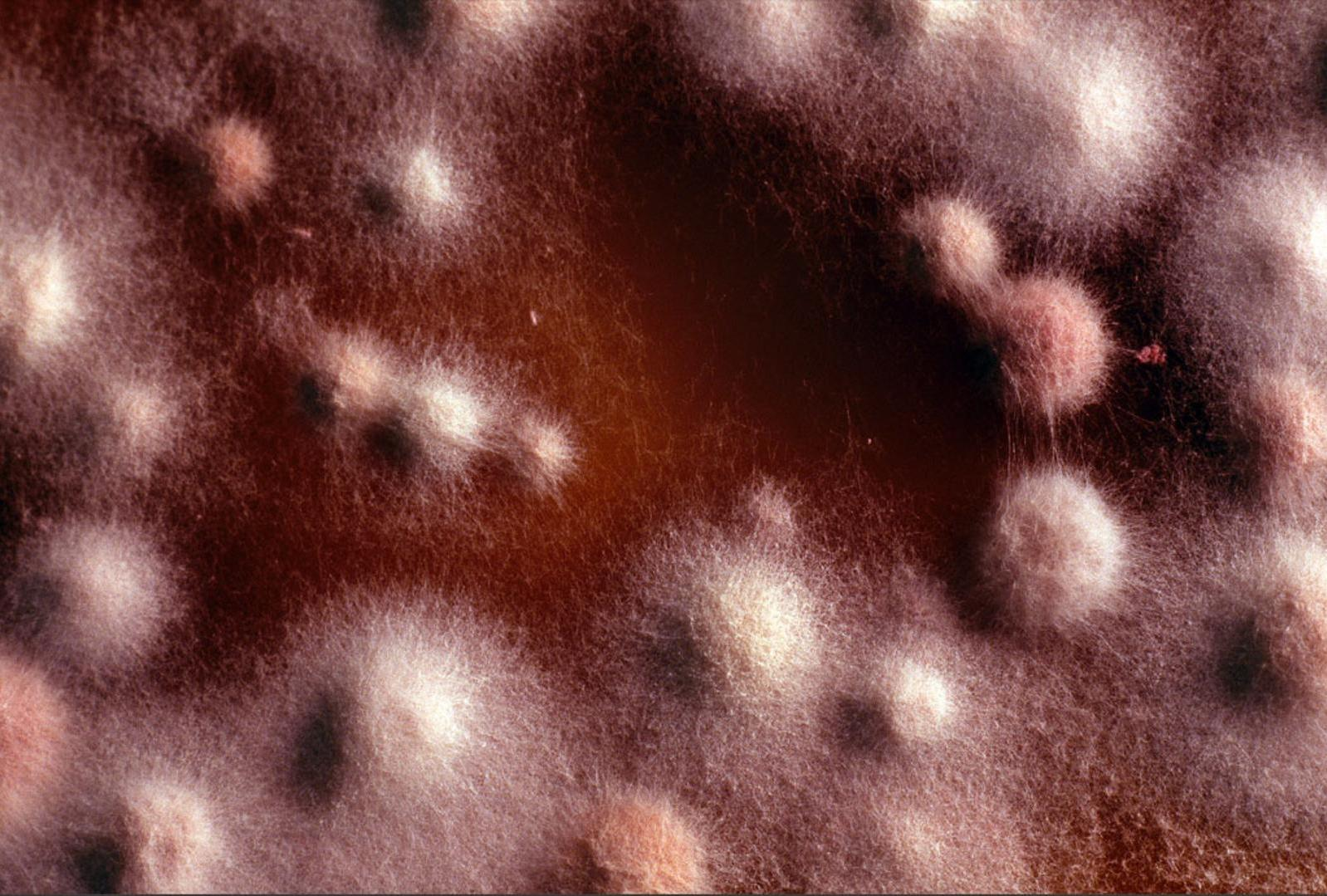
배양된 무좀균의 현미경 관찰 모습

무좀(athlete's foot, ringworm of the foot, tinea pedis)은 발의 백선을 가리키는 말로, 영향을 받은 부위가 벗겨지고 가려움증을 일으키는 균의 감염이다. 발에 곰팡이가 생기는 것으로, 주로 환기가 안되는 양말 또는 신발 또는 스타킹을 신었을 때 샤워나 목욕을 한 후 발을 제대로 닦지 않았을 때 생긴다. 무좀은 수많은 약리적, 기타 치료 방법으로 치료할 수 있다. 물집이나 피부 갈라짐이 일어나 통증, 피부 팽창, 염증을 유발할 수 있다. 이차적으로는 진균증을 동반할 수도 있으며, 이 경우 구강 항생물질의 과정이 요구되기도 한다. 발냄새를 동반하기도 한다.

## 예방
무좀을 일으키는 균류는 샤워실 바닥, 젖은 수건이나 신발에서 살 수 있으며 수건 따위를 함께 쓰면 사람끼리도 전염될 수 있다. 그 외에도 스타킹도 세균이 쉽게 번성시킬 수도 있기 때문에, 세탁이 성립되지 않는 각종 양말류나 스타킹도 세탁하지 않는 상태에서 그대로 계속 착용할 경우 무좀을 일으킬 수도 있게 된다. 무좀을 관리는 데에는 위생이 중요하다. 균은 축축한 환경에 번성하기 때문에 가능한 발과 신발을 마른 상태로 두고 수건을 함께 쓰지 않는 것이 1차 감염을 예방하는 데 도움을 준다. 심할 경우 진균 억제용 레이저 등을 이용한 치료기기로 치료를 진행한다.

## 치료
4주간 테르비나핀 연고(Topical Terbinafine 4 Weeks)는 87.52%[RR 0.18], 6주간 클로트리마졸 연고(Topical Clotrimazole 6 Weeks)는 65.61%[RR 0.49] 족부 백선을 치료하고, 이와 함께 6주간 테르비나핀 250mg 매일 복용 (Oral Terbinafine 250mg/day 6 weeks)는 120.02%[OR 24.54], 8주간 이트라코나졸 400mg 매일 복용(Oral itraconazole 400mg/day 8 weeks)은 91.52%[OR 6.67] 족부 백선을 치료할 수 있다.

## 같이 보기
- 참호족